# Lorleau
Lorleau é uma comuna francesa na região administrativa da Normandia, no departamento de Eure. Estende-se por uma área de 11,8 km². Em 2010 a comuna tinha 133 habitantes (densidade: 11,3 hab./km²).